# سميرة صحراوي
سميرة صحراوي (1967) ممثلة وكوميدية جزائرية.

## سيرة
ولدت سميرة في سوق أهراس العام 1967، وهي «ابنة مدينة عنابة وتربت وترعرعت بباتنة».
كانت خطوات سميرة الأولى مع الفرقة المسرحية لولاية باتنة، حيث بدأت نشاطها الفني أثناء دراستها في المعهد الوطني للفنون الدرامية عام 1988. ثم انتقلت إلى عنابة وتخصصت في مسرح الطفل لمدة سبع سنوات، ثم انتقلت إلى فن الكوميديا والمسرح مع فرقة بوبكر مخوخ. شاركت في مسرحية السوسة التي كتبها أحمد رزاق وأخرجها كمال كربوز، والتي حصلت على جائزة في مهرجان وهران وعُرضت في مهرجان قرطاج.
أما في التلفزيون فكانت بدايتها في العام 2001 من خلال سلسلة جحا. رغم أنها شاركت في أدوار ثانوية قبل ذلك في محطة قسنطينة، إلا أنها برزت بشكل ملحوظ في جحا حيث أدت دورًا رئيسيًا لأول مرة.

## أعمال درامية
أول أعمال سميرة كانت موجهة للأطفال، حيث بدأت مسيرتها في مسرح باتنة قبل أن تنتقل للعمل في مسرح عنابة. لها العديد من الأعمال الدرامية في التلفزيون والسينما. من أبرز أعمالها الليالي البيضاء و جمعي فاميلي.

### أفلام
- 1993: الحرب
- 1999: كلام وأحلام
- 2003: الكسوف

### مسلسلات
- 1999-2000: جحا بدور لونجة
- 2000: دوار الشاوية
- 2004: جحا 3 بدور لونجة
- 2005: مفترق الطرق بدور زينب
- 2006: بيناتنا
- 2007: الليالي البيضاء
- 2007: موعد مع القدر بدور la femme de ménage
- 2008-2011: جمعي فاميلي بدور مريم
- 2009: جروح الحياة
- 2009: Le Médaillon: La Psychologue
- 2013: سويتشرز بدور الأستاذة
- 2013: ياماشي فالليل[7]
- 2016 : بوزيد دايز بدور مريم

### المسرح
- طاڤ على من طاڤ
- خاطيني